# Шаклеин, Анатолий Николаевич
Анатолий Николаевич Шаклеин (19 марта 1936, Свердловск — 17 января 1980, Свердловск) — мастер спорта СССР по хоккею с мячом (1957), чемпион мира 1961 года.

## Биография
Начал играть в хоккей с мячом в 1949 году в детской команде «Локомотив». Играл в хоккей с мячом в составе свердловских армейцев в течение шести сезонов. Это были годы, когда свердловчане четырежды становились чемпионами и дважды становились вторыми. Поэтому он и был включён в состав сборную СССР на чемпионат мира 1961 года. Советская сборная подтвердила своё чемпионство, а Анатолий Шаклеин провёл одну игру на льду.
В 1962 году А. Н. Шаклеин из-за жесткой конкуренции среди вратарей в СКА переехал в Первоуральск, где два сезона выступал за «Уральский трубник».
Скончался 17 января 1980 года в Свердловске. Похоронен на Широкореченском кладбище.

## Достижения
- Чемпион мира — 1961
- Чемпион СССР — 1958, 1959, 1960, 1962[2]
- Вице-чемпион СССР — 1957, 1961
- Включался в список 22 лучших игроков сезона — 1951, 1952, 1953, 1954, 1955, 1956, 1957, 1959, 1960, 1961, 1963